# Intonation (språk)
Intonation är inom prosodin användningen av tonhöjdsvariation i tal. Tonhöjden regleras rent fysiologiskt med hjälp av muskulaturen i struphuvudet, på så sätt att en högre stämton åstadkommes genom högre spänning och vibrationer i stämläpparna, högre lufttryck från lungorna och genom att höja struphuvudet.
Tonhöjden kan vara särskiljande på ordnivå, så kallad ordintonation. I de flesta svenska dialekter skiljer sig ordpar som anden (fågeln) och anden (i lampan) åt enbart genom olika tonala mönster, så kallad ordaccent. Vissa språk utnyttjar ton i ännu högre grad, och i dessa måste, till skillnad från till exempel svenskan, i stort sett varje stavelse ha en egen ton, så kallade tonspråk.
Intonationen kan även utnyttjas på satsnivå, så kallad satsintonation, och kan där dels användas grammatiskt, men också för att signalera attityder och liknande. Exempelvis avslutas en intonationsfras på svenska vanligtvis med en låg ton (så kallad gränston), men kan i vissa fall även avslutas med en hög ton. Denna höga ton kan då signalera att talaren ska fortsätta tala, eller ibland att yttrandet är en fråga.